# Dreikirchen
Dreikirchen település Németországban, Rajna-vidék-Pfalz tartományban. Lakosainak száma 1036 fő (2023. december 31.). Dreikirchen Girod községgel határos.

## Népesség
A település népességének változása:
| Lakosok száma | 754  | 1037 | 1026 | 1031 | 1033 | 1036 |
|               | 1975 | 2017 | 2019 | 2021 | 2022 | 2023 |